# Ferdinand Stauff
Ferdinand Gustav Adolf Friedrich Stauff (* 7. Oktober 1907 in Pankow; † unbekannt) war ein deutscher Druckereibesitzer.

## Werdegang
Stauff besuchte eine Oberrealschule und absolvierte eine kaufmännische Lehre in der Industrie. Zusätzlich besuchte er Kurse an der privaten Lessing-Hochschule.
Er war Inhaber einer Firmengruppe von Druckereien, darunter der Meisenbach Riffarth & Co. - Bruns & Stauff GmbH / Vereinigte Graphische Kunstanstalten und der Stauff & Co. KG in Hannover.
Die berufsständischen Interessen vertrat er als Vorsitzender des Verbandes der Berliner Druckindustrie sowie als Mitglied des Hauptvorstandes des Bundesverbandes Druck. Ab 1969 war er portugiesischer Konsul für West-Berlin.

## Ehrungen
- 1967: Verdienstkreuz 1. Klasse der Bundesrepublik Deutschland
- Ehrenvorsitzender des Verbandes der Berliner Druckindustrie